# لوف أبولي
لوف أبولي (الاسم العلمي:Arum apulum) هو نوع من النباتات يتبع جنس اللوف من الفصيلة اللوفية.